# Haageocereus decumbens
Haageocereus decumbens là một loài thực vật có hoa trong họ Cactaceae. Loài này được (Vaupel) Backeb. mô tả khoa học đầu tiên năm 1934.